# Friedrich Schottky
Friedrich Hermann Schottky (født 24. juli 1851, død 12. august 1935) var en tysk matematiker, som arbejdede med elliptiske funktioner, Abelske grupper og theta-funktioner.
1. ↑  Navnet er anført på engelsk og stammer fra Wikidata hvor navnet endnu ikke findes på dansk.